# Giovanni Battista Rossino
Giovanni Battista (Giambattista) Rossino (Cagliari, 1872 – Cagliari, 1956) è stato un pittore italiano.

## Biografia
Figlio di Salvatore Rossino, apparteneva ad una famiglia di commercianti di origine ligure stabilitasi a Carloforte; visse e lavorò a Cagliari dove sposò Maria (Mariuccia) Ferraris dalla quale non ebbe figli.
Dedicatosi inizialmente alla pittura come dilettante, ebbe poi modo, grazie alle disponibilità economiche derivate dalla sua attività di negoziante, di viaggiare e di perfezionare la sua formazione accademica a Torino, dove fu allievo di Giacomo Grosso, e quindi a Roma. Nel 1906 fu ammesso con una sua opera all'Esposizione internazionale di Milano.
Nel giugno del 1908 aprì una scuola d'arte con Felice Melis Marini, nello studio di piazza Sant'Eulalia a Cagliari.
“Le sue indubbie qualità figurative” sono caratterizzate da una notevole minuzia descrittiva, dimostrata anche nelle opere in cui manifesta un'inclinazione verso il simbolismo. Sono queste caratteristiche frammiste di verismo e fantastico, oltre al suo talento, a valergli il consenso dei contemporanei. Uno dei suoi dipinti più significativi è Papaveri rossi (1908).
Grazie alla sua abilità ed alla sua attitudine al dettaglio fu un eccellente ritrattista; nella sua produzione, infatti, vi sono molti ritratti tra i quali figurano, oltre ai membri della sua famiglia, quelli di personalità cagliaritane del primo novecento.
I suoi interessi artistici spaziarono anche in ambito letterario e poetico; scrisse infatti una storia dell'arte in rima.
Le sue opere sono esposte presso la Galleria comunale d’arte di Cagliari nella Raccolta civica di artisti sardi e presso l'Università di Cagliari nella Collezione sarda Luigi Piloni; molte si trovano conservate presso collezioni private.